# Código compartido

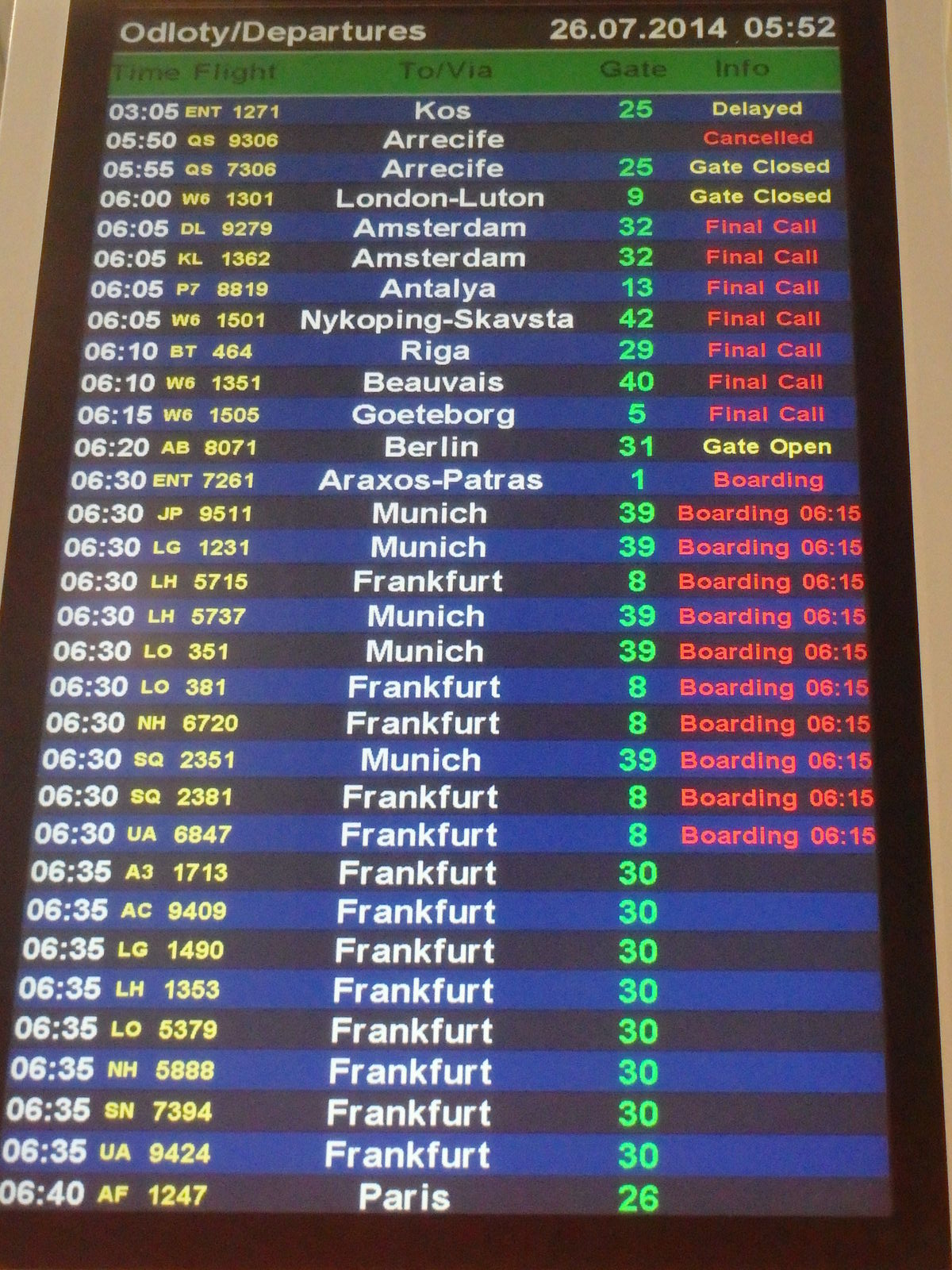
Una pantalla de información que muestra los vuelos de código compartido (indicados por múltiples números de vuelo en tiempos idénticos y números de puerta), en el Aeropuerto de Varsovia-Chopin.

En la industria de aviación civil, un acuerdo de código compartido (en inglés, codeshare) es un acuerdo suscrito por dos o más aerolíneas para explotar conjuntamente una determinada ruta. De tal forma, todas las aerolíneas venden asientos de un mismo vuelo y este tiene varios números de vuelo distintos, uno para cada compañía. El vuelo es operado realmente por una única compañía. Este acuerdo es muy típico en alianzas aéreas como Star Alliance, SkyTeam y Oneworld, aunque también se da fuera de este ámbito.

## Beneficios
- Las compañías pueden ofrecer más alternativas de destinos, itinerarios y conexiones con una inversión mínima.
- Las compañías pueden recibir comisiones adicionales, cosa que, por ejemplo, no ocurre en los acuerdos interlineales.

## Exigencias
Al implementar un acuerdo de código compartido es conveniente que exista cierta similitud en el tipo y calidad de servicio de ambas compañías. 
Además, estos acuerdos exigen que los sistemas de reservas puedan utilizar los mismos códigos y coordinar sus itinerarios. 
A su vez, trae consigo la delimitación de roles específicos entre las aerolíneas: una actúa como operadora encargada de realizar el vuelo y comercializarlo, y la otra actúa como Marketing, limitándose a comercializar el vuelo. Mientras la compañía operadora se queda con la venta de los tramos operados por ella, la compañía Marketing recibe una comisión que se asocia a los gastos por distribución en que incurre la compañía al vender los billetes. 

## Formas de acuerdo
Los acuerdos de código compartido pueden ser de dos tipos distintos, conocidos por sus nombres en inglés: 
- Freesale: Es el tipo de acuerdo más común. No existen cupos de asientos y la compañía operadora únicamente paga una comisión a la otra.

- Blockspace: En el que las líneas aéreas se reparten el avión, asignándose una cantidad de asientos para que sean comercializados por cada una de ellas.

En esta última modalidad, cada aerolínea recibe el ingreso completo por la venta de sus respectivos asientos y admite dos variantes: hardblock, en la que cada aerolínea se hace responsable del manejo de sus asientos y softblock, que permite la devolución de los asientos no vendidos.
- Datos: Q754886
- Multimedia: Codeshares / Q754886